# Sciobia micropsychus
Sciobia micropsychus är en insektsart som beskrevs av Bolívar, I. 1912. Sciobia micropsychus ingår i släktet Sciobia och familjen syrsor. Inga underarter finns listade i Catalogue of Life.